# Campo Base do Everest
Existem dois campos base, cada um em lados opostos do monte Everest, o Acampamento Base Sul está no Nepal, a uma altitude de 5 364 metros (28° 00′ 26″ N, 86° 51′ 34″ L), e o Acampamento Base Norte é no Tibete em 5 150 metros   (28° 08′ 29″ N, 86° 51′ 05″ L).
Estes campos são acampamentos rudimentares que são usados por alpinistas durante suas tentativas de escalar a montanha. O Acampamento Base Sul é usado para subir através da crista sudeste, enquanto o Acampamento Base Norte é usado para subir através do cume nordeste, sendo esta rota utilizada na primeira ascensão por Edmund Hillary e Tenzing Norgay.
Os suprimentos são transportados para o Campo Base do Sul por Xerpas ou porteiros de outras etnias, e com a ajuda de animais, geralmente iaques por se adaptarem melhor ao clima frio. O Campo Base Norte tem acesso de veículos (pelo menos nos meses de verão). Os alpinistas geralmente descansam no acampamento base durante vários dias para aclimatação, para reduzir os riscos e gravidade do Mal da Montanha.

## Acampamento Sul no Nepal
O Everest Base Camp Trek no lado sul é uma das rotas mais populares de trekking e de montanhismo no Himalaia e é visitado por milhares de montanhistas cada ano. Estes geralmente voam a partir de Kathmandu para Lukla para poupar tempo e energia, antes de começar a caminhada para este acampamento base. De Lukla, estes ascendem para a capital Xerpa de Namche Bazaar, a 3 440 metros, seguindo o vale do rio Duth Kosi. A vila é um centro comercial da área, e alimentos, artigos diversos e até mesmo equipamentos de escalada de montanha podem ser comprados no local. Leva cerca de dois dias para chegar em Namche Bazaar e normalmente, neste ponto, os escaladores descansam um dia para aclimatação. São necessários mais dois dias de caminhada para Dingboche, a 4 260 metros antes de descansar outro dia para aclimatação, e mais dois dias para levá-los ao Campo Base do Everest Base via Gorak Shep, outro vilarejo abaixo dos montes Kala Patthar, com 5 545 metros e o Pumori com 7 161 metros.

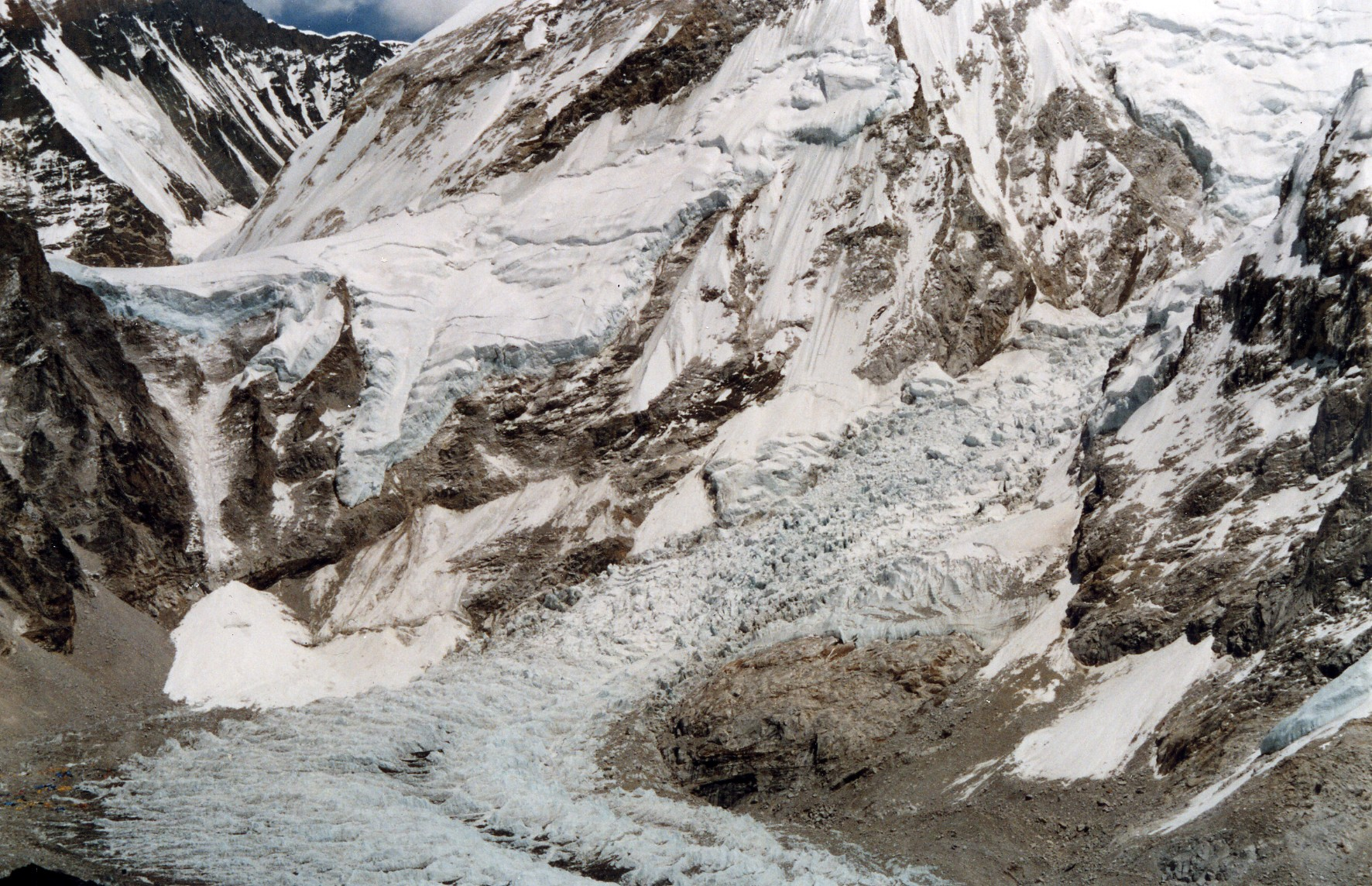
Campo Base à esquerda e a geleira do Khumbu à direita
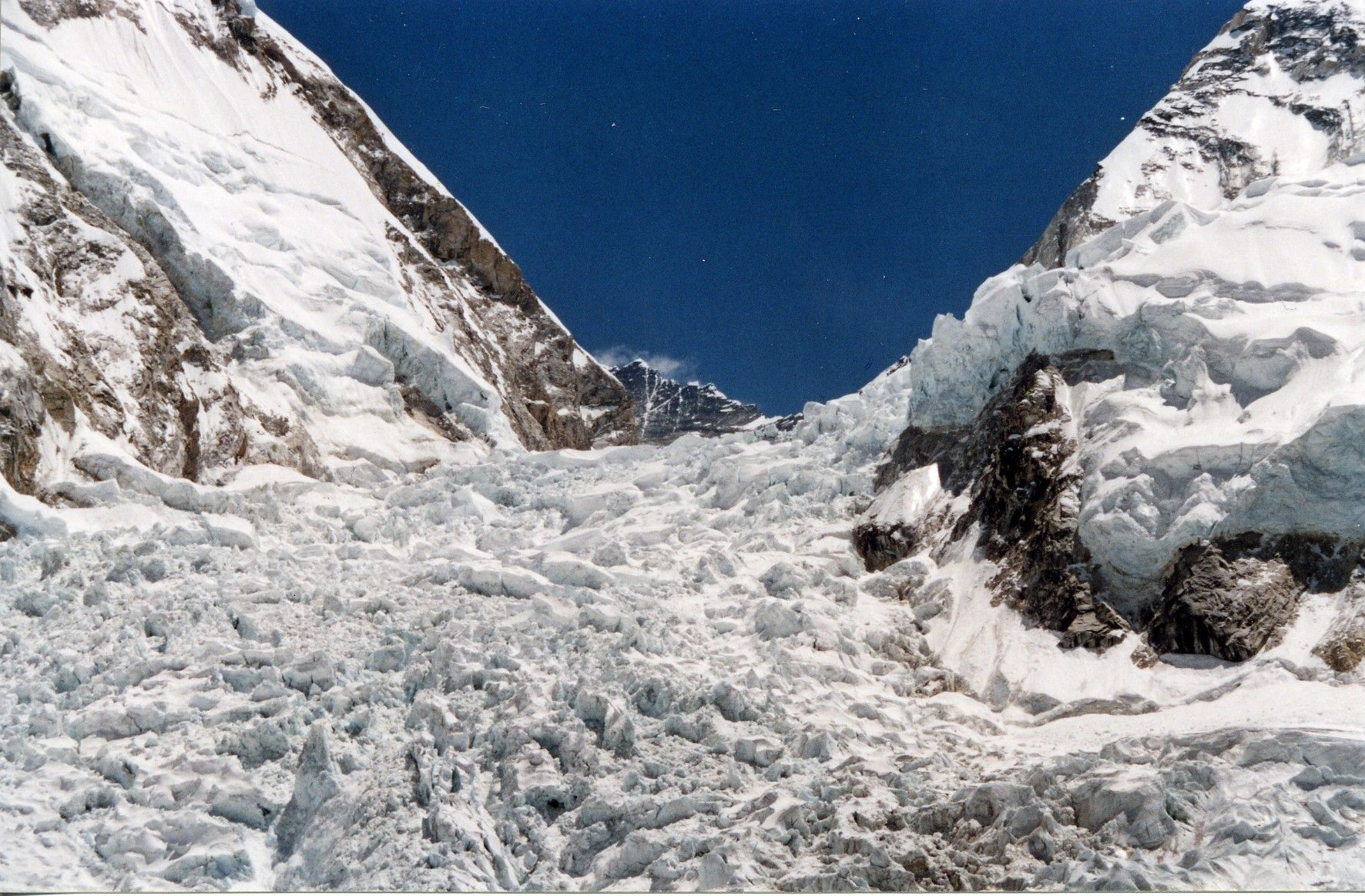
Glaciar Khumbu
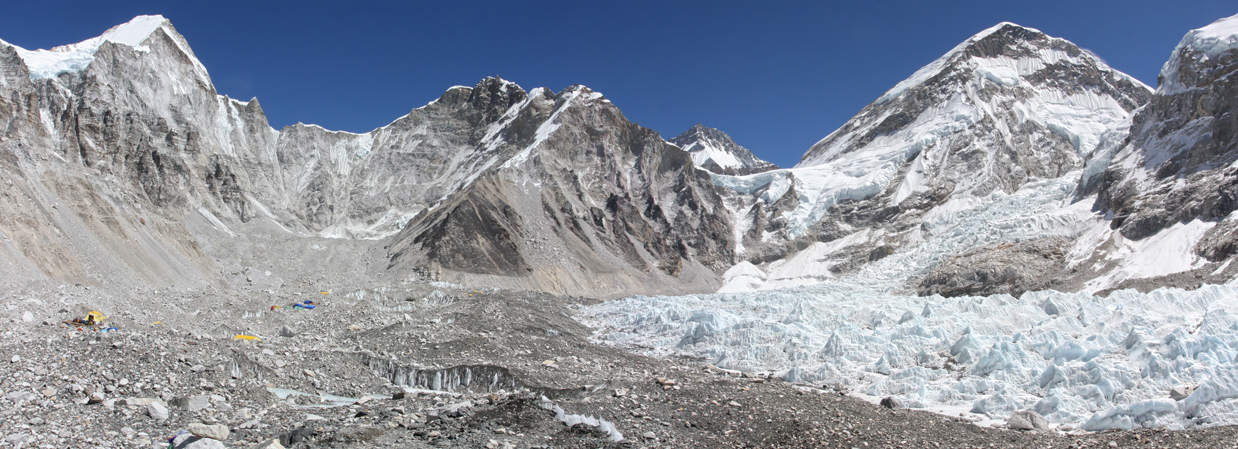
Campo Base do Everest (Sul)

## Acampamento Norte no Tibete
A partir de 2010, para visitar o Acampamento Base Norte é necessária uma autorização especial do governo chinês, além da autorização usual exigida para visitar o Tibete. Atualmente as autorizações devem ser organizadas através de agências de viagens em Lhasa, como parte de um pacote turístico que inclui a contratação de um veículo, motorista e guia. O Campo Base Norte é acessado por veículo por uma estrada de 100 km que se ramifica para o sul a partir da Rodovia Amizade (China-Nepal) perto Shelkar. O "Acampamento Base" para os turistas está localizado a meio caminho entre o Mosteiro de Rongbuk e o real acampamento base dos alpinistas ao pé da Glaciar Rongbuk.

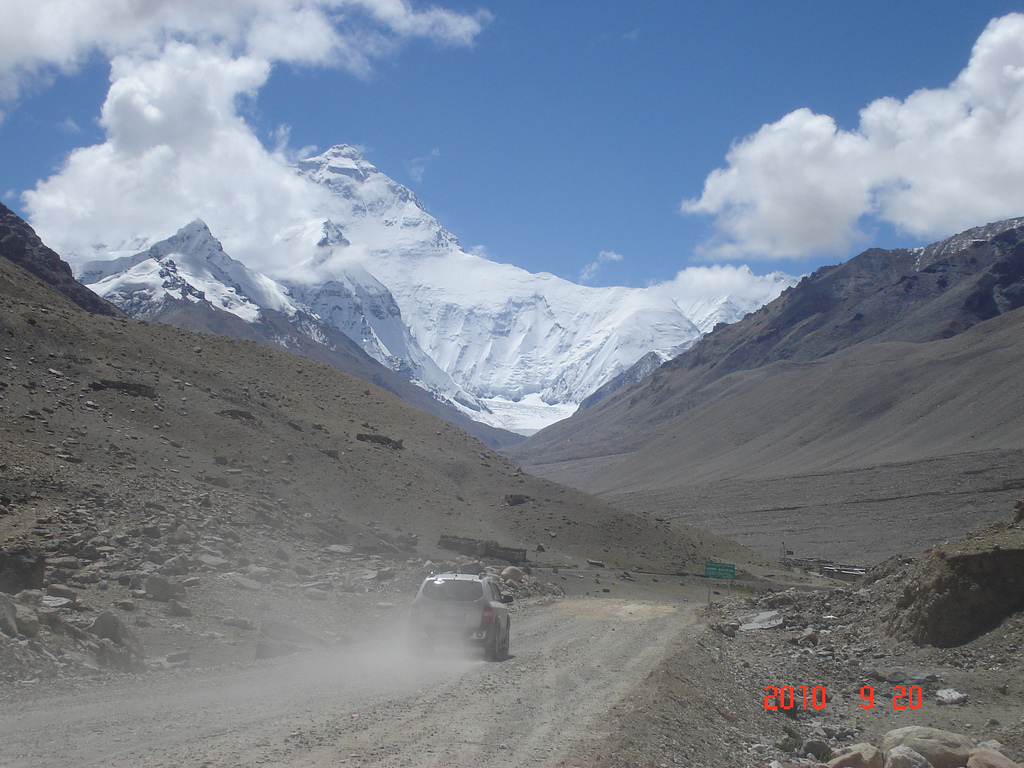
Estrada de cascalho levando ao Campo Base depois de sair da Rodovia da Amizade, Tibete
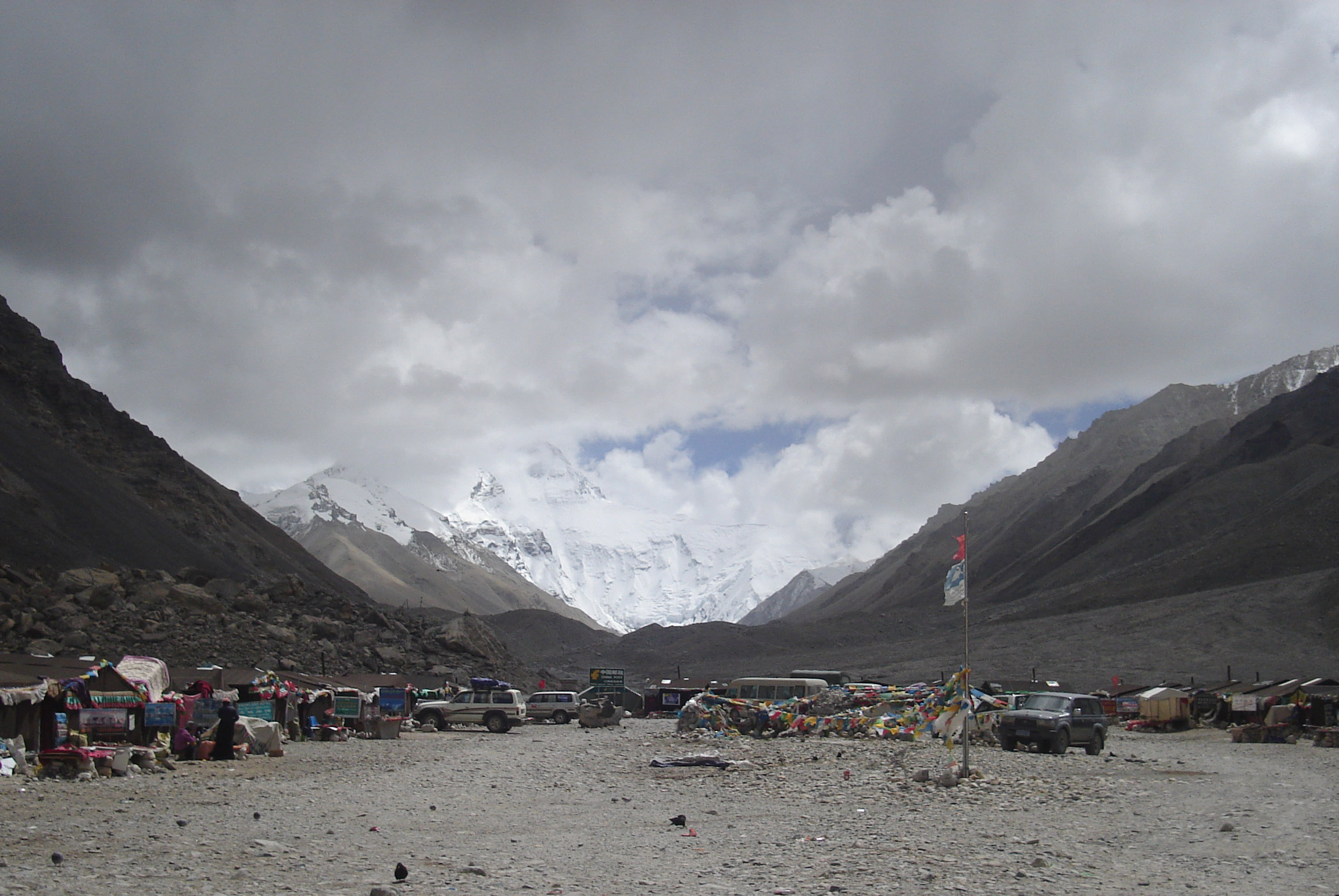
Aldeia de tenda criada para conveniência dos turistas, no Tibete. O Everest pode ser visto no fundo.
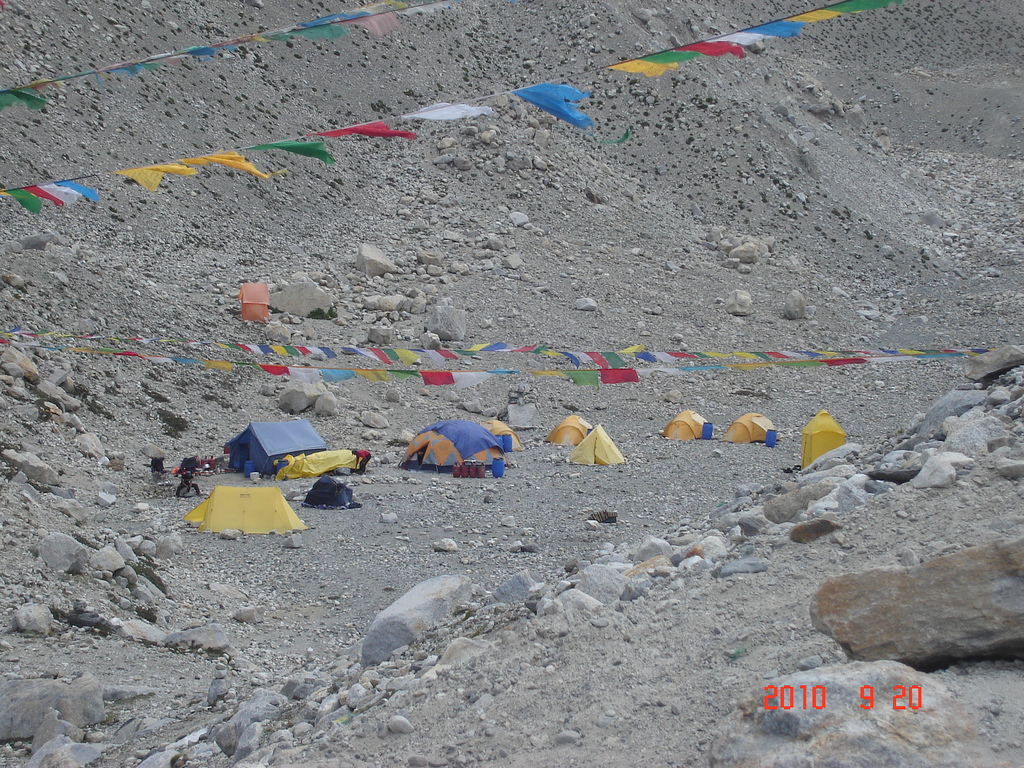
Tendas dos alpinistas na área restrita, situada além da área aberta para os turistas.